# NGC 4562
NGC 4562 este o galaxie spirală situată în constelația Părul Berenicei. A fost descoperită în 1882 de către Ernst Wilhelm Tempel. Se află la o distanță de 10,72 megaparseci de Pământ.